# Igman
Der Igman (serbokroatisch-kyrillisch Игман) ist ein 1502 m. i. J. hoher Berg in Bosnien und Herzegowina. Er befindet sich in der Föderation Bosnien und Herzegowina auf dem Gebiet der Gemeinden Hadžići und Ilidža, südwestlich von Sarajevo. An seinem Fuße entspringt der Fluss Bosna.
Auf dem Berg Igman fanden 1984 Teile der Winterspiele von Sarajevo statt. So befanden sich dort die Sprungschanzen für das Skispringen sowie das Olympische Wintersportzentrum und mehrere große Hotels.
Während der Belagerung von Sarajevo im Bosnienkrieg war der Berg stark umkämpft. Zeitweise führte die einzige Verbindungsstraße nach Sarajevo über den Igman. Im Jahr 1992 waren Truppen der bosnischen Serben kurz davor, den Berg vollständig einzunehmen, wurden jedoch durch amerikanische Drohungen davon abgehalten. Im Jahr 1995 waren hier Teile eines Schnellen Einsatzverbandes aus 12.500 britischen, französischen und niederländischen Soldaten stationiert.
Im Krieg wurden sowohl die Sportanlagen als auch sämtliche Hotels schwer beschädigt und sind seither nicht mehr in Betrieb. Eine während des Krieges erbaute hölzerne Moschee (Ratna džamija na Igmanu) im Wald auf dem Igman ist heute als nationales Kulturdenkmal geschützt. Insbesondere am Nordhang des Berges oberhalb von Hadžići und auch ganz im Osten bei Krupac sind jedoch einige Waldgebiete bis heute vermint.

## Galerie

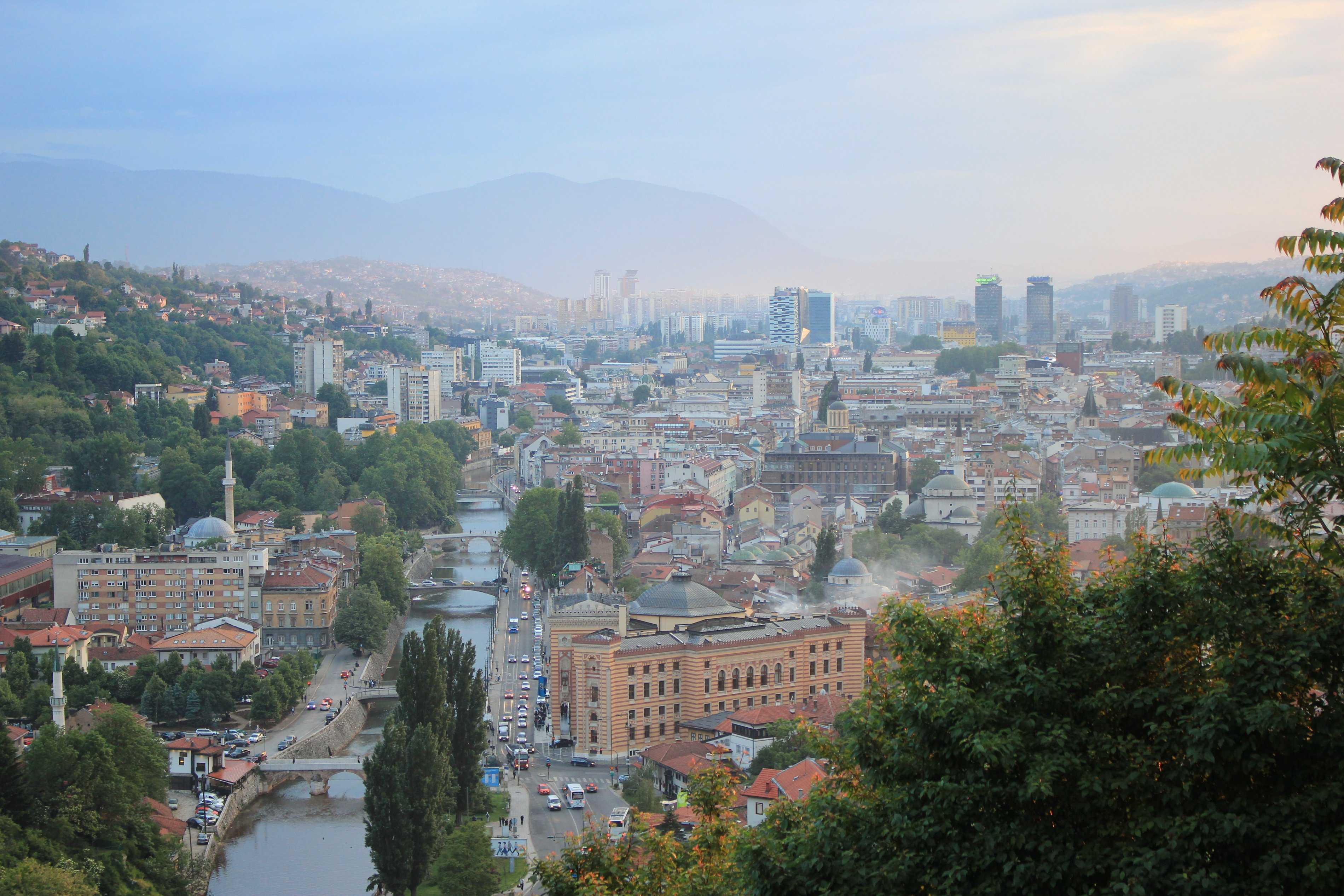
Blick über Sarajevo mit der charakteristischen Silhouette des Igman im Hintergrund
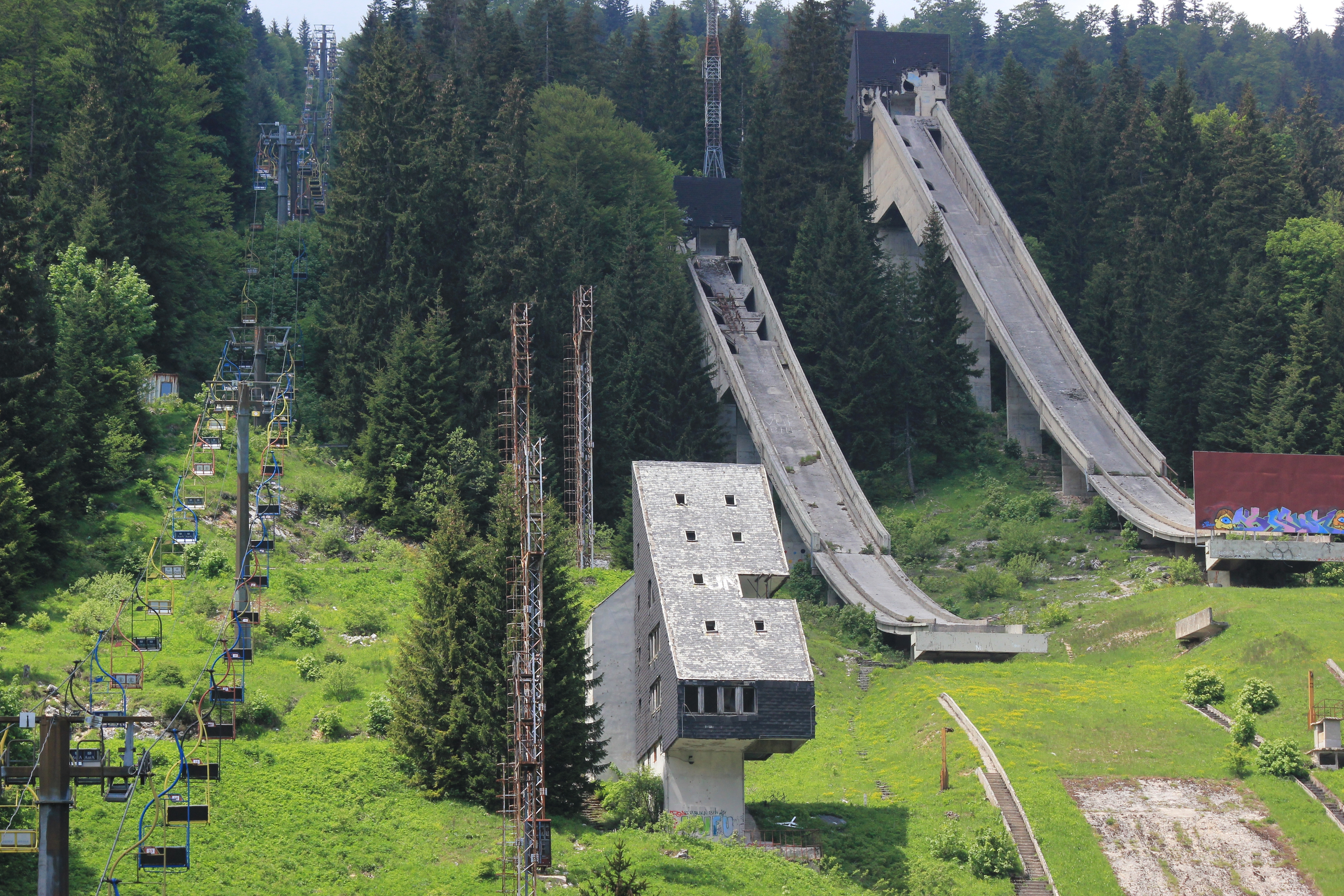
Olympische Sprungschanzen
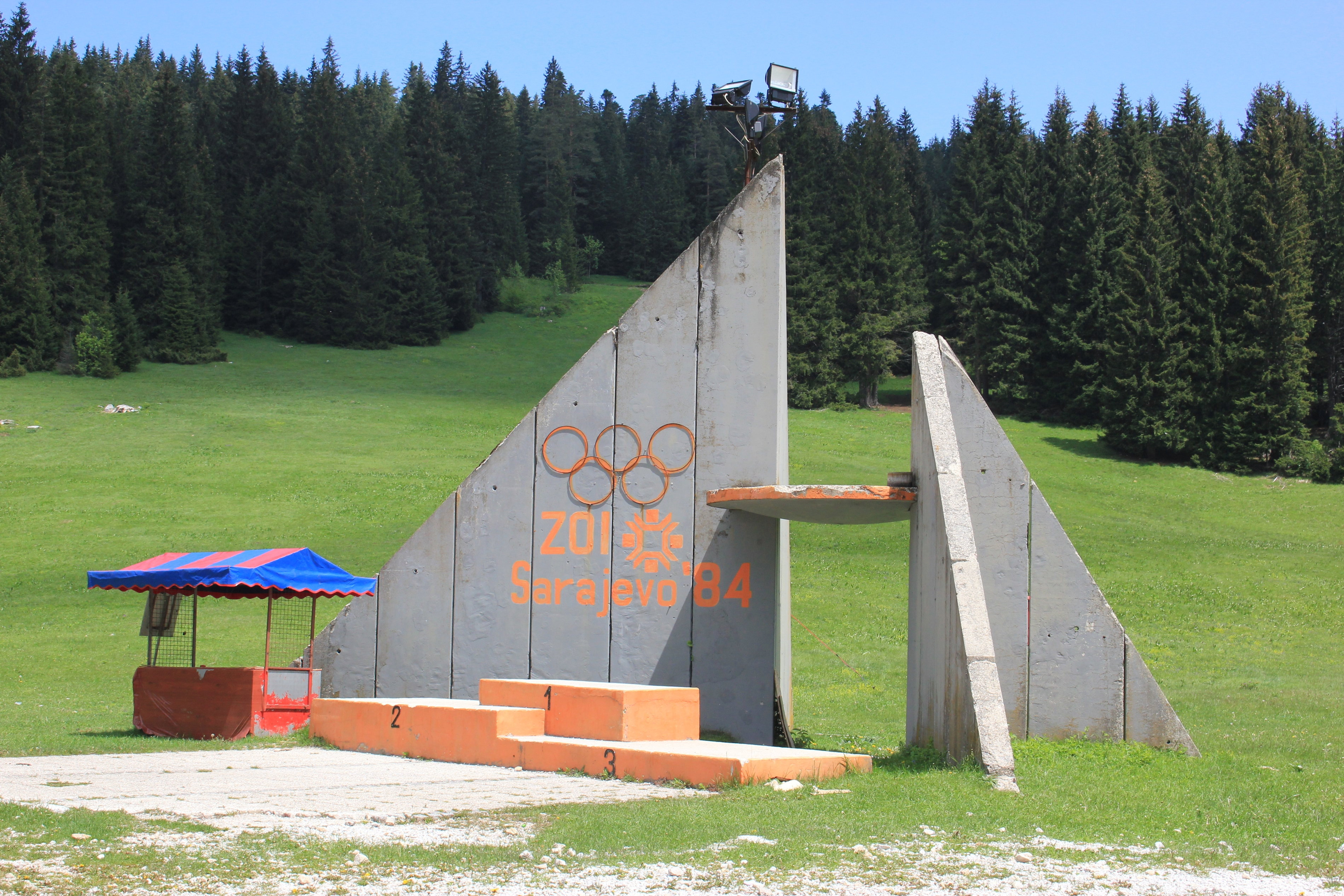
Siegerpodest an den Sprungschanzen
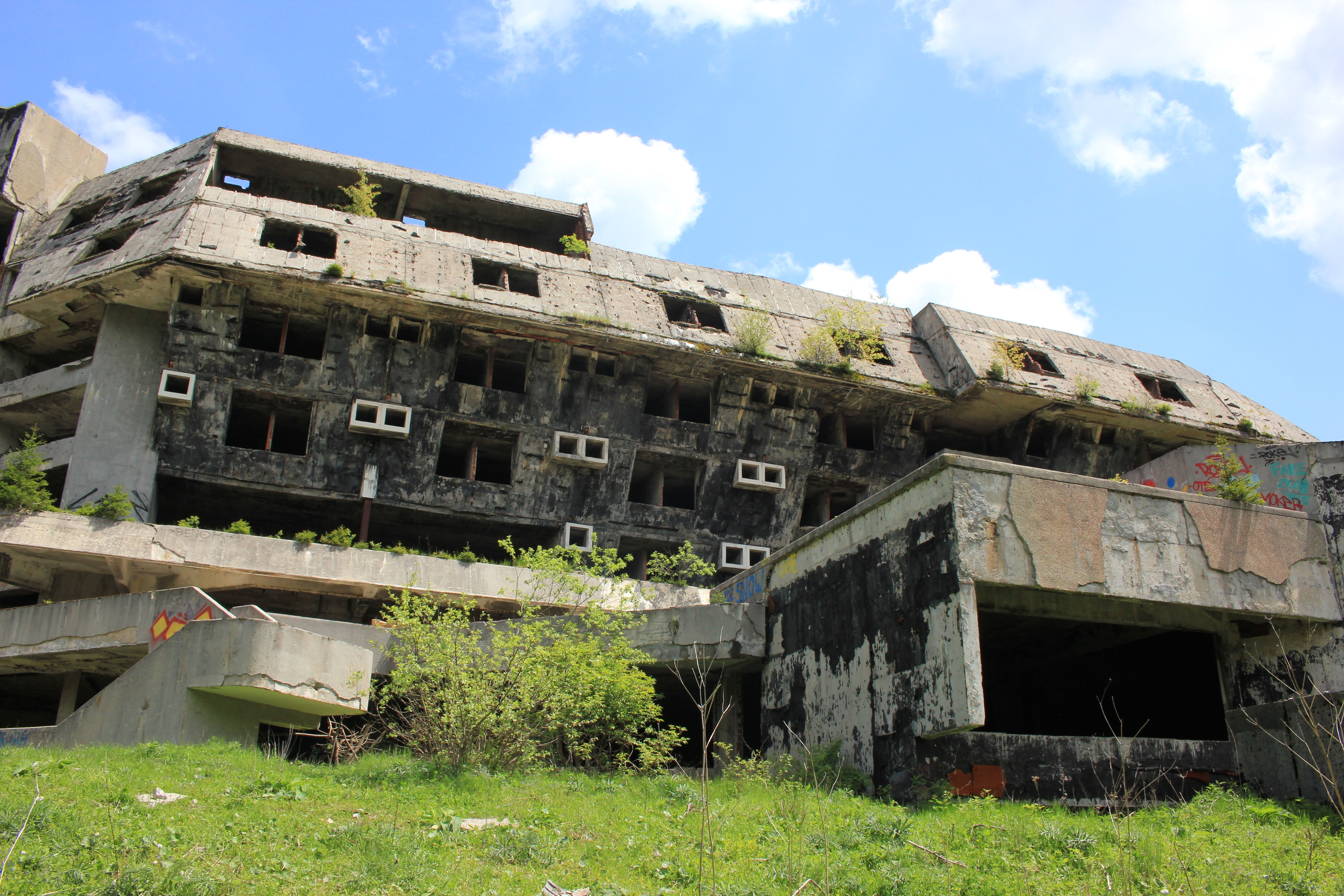
Ruine des Hotels Igman